# Fresenius

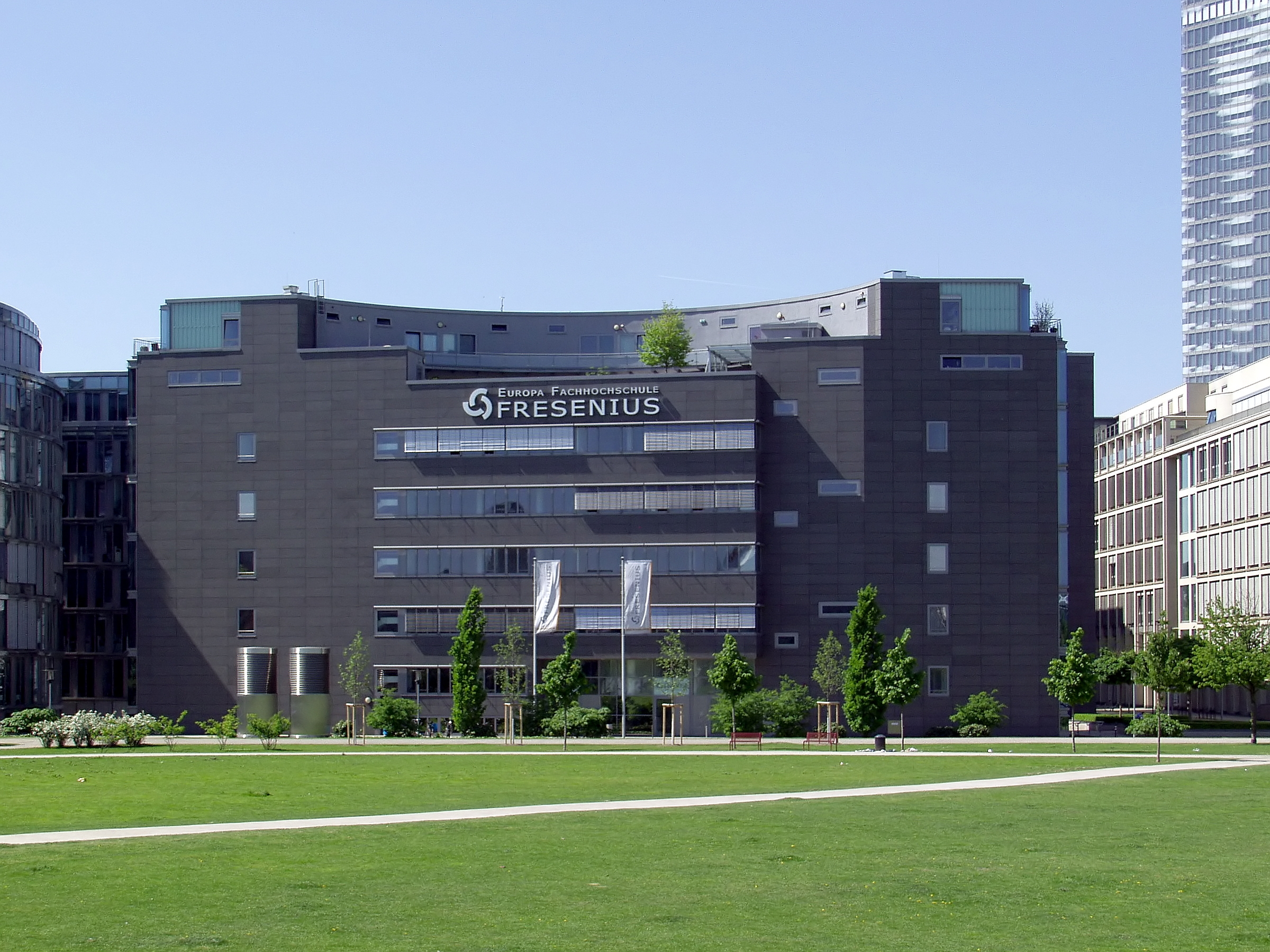
Колледж Fresenius (Кёльн)

Fresenius — немецкий концерн в области медицинских технологий и здравоохранения, базирующийся в городе Бад-Хомбург-фор-дер-Хёэ в земле Гессен. Концерн является одним из крупнейших операторов частных больниц в Германии и работает в сфере фармацевтики и здравоохранения. Fresenius является крупнейшим акционером Fresenius Medical Care, специализирующейся на диализе, с 32-процентной долей в компании. Компания входит в индекс Франкфуртской фондовой биржи DAX с 23 марта 2009 года.

## История
Аптека, основанная во Франкфурте-на-Майне в 1462 году, перешла под контроль семьи Фрезениус в XIX веке. В 1911 году её управляющим стал Эдуард Фрезениус, однако он решил не ограничиваться торговлей, а в следующем же году основал фармацевтическую компанию Dr. E. Fresenius и расширил аптечную лабораторию в небольшой производственный цех. Основное внимание в производстве уделялось лекарственным препаратам, таким как растворы для инъекций, серологические реагенты и назальная мазь Бормелин. В 1920-х годах компания начала оптовую торговлю медикаментами, в частности первой в Германии начала импорт инсулина из Англии. Производство было отделено от аптеки в 1934 году и фирма переехала в город Бад-Хомбург. В последующие годы в компании работало до 400 человек. Аптека была разрушена в конце Второй мировой войны, а внезапная смерть Эдуарда Фрезениуса в 1946 году поставила под угрозу дальнейшее существование производства, в компании осталось всего 30 сотрудников. Фрезениус завещал компанию Эльзе Фернау (позже ставшей Эльзой Крёнер). После изучения фармацевтики Эльза Крёнер вместе со своим мужем Гансом Крёнером переняла управление производством в 1951 году и расширила ассортимент продукции для инфузионных растворов. С 1966 года компания начала торговлю диализными аппаратами и диализаторами различных зарубежных производителей и завоёвывала значительную долю рынка в этом сегменте, а к концу 1970-х годов начала собственное их производство.
В 1970-х годах компания начала расширение деятельности за рубеж, первые иностранные филиалы были открыты во Франции и Швейцарии. В 1974 году начал работу новый завод в Санкт-Венделе. В 1990 году оборот компании достиг 1 млрд дойчемарок, в ней работало 5200 человек. Эльза Крёнер умерла в 1988 году, её муж отошёл от дел компании в 1992 году. Под новым руководством начался период роста за счёт поглощений. Первым из них стала дочерняя компания BASF по производству систем для диализа. В том же 1992 году компания разместила свои акции на бирже. В 1993 году предприятие по производству систем для диализа было куплено у Abbott Laboratories. В следующем году у Siemens была куплена компания по строительству больниц Hospitalia. Также в 1994 году у шведско-американской компании Pharmacia & Upjohn было куплено подразделение смесей для искусственного питания Kabi.
В 1996 году подразделение оборудования для диализа было объединено с таким же подразделением американской компании National Medical Care; в результате образовалась новая компания Fresenius Medical Care, в которой Fresenius имела контрольный пакет акций. В 2001 году была поглощена компания Wittgensteiner Kliniken, управлявшая 28 клиниками а Германии, Чехии и Финляндии. В 2005 году была куплена компания Helios, один из трёх крупнейших операторов частных клиник а Германии. В 2006 году была куплена американская сеть клиник для диализа Renal Care Group.
16 июля 2007 года компания была преобразована из Aktiengesellschaft (AG, акционерного общества) в Societas Europaea (SE, компанию европейского статуса).
В 2008 году были куплены два производителя внутривенных дженериков — индийская компания Dabur Pharma и американская APP Pharmaceuticals. Больничная сеть была расширена в 2017 году с покупкой компании Quirónsalud, крупнейшего в Испании оператора частных больниц и клиник.
В 2020 году за 430 млн евро была куплена испанская компания Eugin Group, специализирующуюся на репродуктивной медицине; ранее она принадлежала базирующейся в ОАЭ компании NMC Health. Основными рынками для Eugin Group являются США, Испания, Бразилия, Италия и Швеция, а также Дания, Аргентина, Колумбия и Латвия.

## Собственники и руководство
Крупнейшим акционером является фонд Else Kröner-Fresenius-Stiftung, учреждённый Эльзой Крёнер в 1983 году; ему принадлежит 27 % акций группы Fresenius.
- Вольфганг Кирш (Wolfgang Kirsch, род. в 1955 году) — председатель наблюдательного совета с 2021 года; с 2006 по 2018 год возглавлял DZ Bank[7].
- Микаэль Зен (Michael Sen, род. в 1968 году) — председатель правления с октября 2022 года, ранее работал в Siemens.

## Деятельность
В группу Fresenius входит четыре основные компании:
- Fresenius Medical Care (доля 32 %) — более 4 тыс. клиник для проведение диализа, а также производство оборудования для диализа, 47 % выручки;
- Fresenius Kabi (доля 100 %) — производство фармацевтических препаратов и больничного питания, 19 % выручки;
- Fresenius Helios (доля 100 %) — международная сеть больниц и поликлиник, включает 87 больниц и 240 поликлиник в Германии, компанию Quirónsalud с 50 больницами в Испании и 8 в Латинской Америке, а также Eugin Group (44 клиники в 10 странах), 29 % выручки;
- Fresenius Vamed (доля 77 %) — проектирование, строительство и эксплуатация лечебных заведений, 5 % выручки.

Распределение выручки по регионам: Европа — 44 %, Северная Америка — 40 %, Азиатско-Тихоокеанский регион — 10 %, Латинская Америка — 5 %, Африка — 1 %.
Фирма имеет американский филиал, штаб-квартира которого находится в городе Уолтем, штат Массачусетс.
В 2023 году Fresenius заняла 411-е место в списке крупнейших публичных компаний мира Forbes Global 2000.